# آریسا، ساراگوسا
آریسا، ساراگوسا (به اسپانیایی: Ariza) یک دهستان در اسپانیا است که در استان ساراگوسا واقع شده‌است. آریسا ۱۰۳ کیلومتر مربع مساحت و ۱٬۲۶۷ نفر جمعیت دارد و ۷۶۳ متر بالاتر از سطح دریا واقع شده‌است.